# Joseph Kruskal
Joseph Bernard Kruskal (New York, 29 januari 1929 - 19 september 2010) is een Amerikaanse wiskundige, statisticus en psychometrist. Hij studeerde aan de Universiteit van Chicago en de Princeton University. In 1954 promoveerde hij in Princeton, met als genoemde promotors Albert W. Tucker en Roger Lyndon, maar in feite bij Paul Erdős met wie hij overigens maar twee korte gesprekken had. Kruskal deed onderzoek aan well-quasi-orderingen en multidimensional scaling. 
Hij is een Fellow of the American Statistical Association, was voorzitter van de Psychometric Society, en de Classification Society of North America. Ook richtte hij in 1963 de "Fair Housing Council of South Orange and Maplewood" op en was daarvan de eerste voorzitter, en steunde hij actief organisaties voor burgerrecht.
In de statistiek is de meest invloedrijke bijdrage van Kruskal zijn aanzet tot de formulering van multidimensional scaling. In de informatica is zijn bekendste werk Kruskals algoritme voor het berekenen van de "minimum spanning tree" (MST) van een gewogen graaf. 
Twee broers van Joseph Kruskal zijn ook wiskundige:
- Martin David Kruskal (1925–2006) was mede-bedenker van solitonen en surreële getallen, en
- William Kruskal (1919–2005) ontwikkelde de Kruskal-Wallistoets.

## Genoemd naar Joseph Kruskal zijn
- Kruskals algoritme (1956)
- Kruskal's tree theorem (1960)
- Kruskal–Katona theorem (1963)